# Cautín (provins)
Provincia de Cautín är en provins i Chile.   Den ligger i regionen Región de la Araucanía, i den södra delen av landet, 600 km söder om huvudstaden Santiago de Chile. Antalet invånare är 692 582. Arean är 18 409 kvadratkilometer.
Terrängen i Provincia de Cautín är kuperad åt nordväst, men åt sydost är den bergig.
Provincia de Cautín delas in i:

- Temuco
- Carahue
- Cholchol
- Cunco
- Curarrehue
- Freire
- Galvarino
- Gorbea
- Lautaro
- Loncoche
- Melipeuco
- Nueva Imperial
- Padre Las Casas
- Perquenco
- Pitrufquén
- Pucón
- Saavedra
- Teodoro Schmidt
- Tolten
- Vilcun
- Villarrica

I omgivningarna runt Provincia de Cautín växer i huvudsak städsegrön lövskog. Runt Provincia de Cautín är det ganska glesbefolkat, med 42 invånare per kvadratkilometer.